# Scelidothrix
Scelidothrix är ett släkte av skalbaggar. Scelidothrix ingår i familjen Melolonthidae.
Kladogram enligt Catalogue of Life:
| Scelidothrix | \| \| Scelidothrix nigropilosa \| \| \| \| \| \| Scelidothrix veroniciana \| \| \| \| |
|              | \| \| Scelidothrix nigropilosa \| \| \| \| \| \| Scelidothrix veroniciana \| \| \| \| |
|              | Scelidothrix nigropilosa                                                              |
|              |                                                                                       |
|              | Scelidothrix veroniciana                                                              |
|              |                                                                                       |